# Homaromyces epieri
Homaromyces epieri — вид грибів, що належить до монотипового роду  Homaromyces.